# Володарского (Липецкая область)
Волода́рского — посёлок в Измалковском районе Липецкой области России.
Входит в состав Ровенского сельсовета.

## География
Севернее и восточнее посёлка протекает ручей Хмелевой.
В Володарском имеется просёлочная дорога, выходящая на автомобильную дорогу Р-119, где находится общественного транспорта. В посёлке имеется одна улица — Луговая.

## Население
| 2010 |
| ---- |
| 7    |